# درو (ترنتینو)
درو (به ایتالیایی: Dro) یک کومونه در ایتالیا است که در ترنتینو واقع شده‌است. درو ۲۷ کیلومتر مربع مساحت و ۴٬۰۳۰ نفر جمعیت دارد و ۱۲۳ متر بالاتر از سطح دریا واقع شده‌است.

## خواهرخوانده
شهر Szikszó خواهرخواندهٔ درو (ترنتینو) هست.